# 中心乡 (南部县)
中心乡，是中华人民共和国四川省南充市南部县曾经下辖的一个乡。2019年10月，撤销中心乡，将其所属行政区域划归楠木镇管辖。

## 行政区划
中心乡撤销前下辖以下地区：
莲花寺村、狮子嘴村、牌坊村、漏米岩村、雍家店村、红苕店村、秧草沟村、水垭河村、佛儿岩村、长盐井村、三清沟村、茶坪村、杏儿垭村和四面山村。